# Каплиця святого Йоана Непомуки (Переходи)
Каплиця святого Йоана Непомуки в Переходах — культова споруда Римсько-католицької церкви в селі Переходах Чортківської громади Чортківського району Тернопільської области України.

## Історія
У 2002—2003 роках жителі села та отці-домініканці, збудували найоригінальнішу каплицю з існуючих в Україні — з використанням великої металевої цистерни, яка служила житлом для робітників. 
У жовтні 2003 року єпископ Мар'ян Бучек здійснив освячення дзвону, який встановили поруч з святинею.
До парафії належать близько тридцяти осіб.